# Россыгин, Илья Иванович
Илья́ Ива́нович Россы́гин (24 июля 1918, Большая Гора, Уржумский уезд, Вятская губерния, РСФСР — 2 января 1962, Йошкар-Ола, Марийская АССР, РСФСР, СССР) ― марийский советский актёр театра. Один из ведущих актёров Марийского театра драмы имени М. Шкетана (1939―1962). Вошёл в историю марийского театра как артист-комик, обладавший неповторимой импровизацией. Народный артист Марийской АССР (1951). Заслуженный артист Марийской АССР (1943).

## Биография
Родился 24 июля 1918 года в деревне Большая гора ныне Сернурского района Марий Эл. Рано осиротел, воспитывался в новой семье отца.
В 1926 году поступил учиться в Куськинскую начальную школу, затем перешел в Кужнурскую школу крестьянской молодёжи, которую окончил в 1934 году.  
В 1939 году окончил театральное отделение Марийского техникума искусств. 
Осенью 1939 года был призван на службу в Красную армию, но в начале 1940 года демобилизован из армии по состоянию здоровья.
В 1939―1962 годах (с перерывом) ― актёр Марийского государственного театра им. М. Шкетана. 
Скоропостижно скончался 2 января 1962 года в г. Йошкар-Оле Марийской АССР. 

## Актёрское искусство
В школьные годы под впечатлением от спектакля Маргостеатра «Мӱкш отар» («Пасека») и игры актёра Т. Григорьева решил стать артистом. 
Первой его ролью стала роль подкулачника Япыка в драме С. Николаева «18-ше ий» («18-й год», 1939), затем были небольшие роли бурлака (С. Николаев «Вӱдшӧ йога» / «Воды текут», 1940), матроса-анархиста (Н. Вирта «Мланде» / «Земля», 1940) и др.
Вошёл в историю марийского театра как артист-комик, обладавший неповторимой импровизацией. Он умел на сцене быть разным, в каждой роли – другим. Классическим в марийском театральном искусстве стал созданный им образ Терея (С. Николаев «Салика»): в этой роли актёр выходил на сцену на протяжении почти двух десятков лет. Значима и его роль Ӧрӧзӧя (С. Чавайн «Мӱкш отар» / «Пасека», 1956).
Постоянными партнёрами И. Россыгина по сцене были А. Страусова и Г. Пушкин. Их трио в музыкальной комедии Н. Арбана «Кеҥеж йӱд» («Летняя ночь», 1948) во многом обусловило долгую сценическую жизнь спектакля. Кум Одоким стал одним из ярчайших персонажей в галерее созданных образов стариков. Далее были роли: Семён кугыза (А. Волков «Ксения», 1952), Митяй кугыза (А. Волков «Ӱдыр кумыл» / «Сердце девичье», 1955), Мики кугыза (А. Волков «Илыш йолташ» /» Подруга жизни», 1961) и др.
Персонажи актёра всегда имели точные социальные характеристики: купец (С. Чавайн «Акпатыр», 1956), председатель послевоенного колхоза Боровой (С. Антонов «Тумер ялын мурыжо» / «Поддубенские частушки», 1955), деревенский люмпен Тымапий Чиманов (С. Николаев «Кугу толкын» / «Большая волна», 1960) и др. Актёр владел средствами сатирического обличения персонажа: урядник Эпанаич (Н. Арбан «Янлык Пасет» / «Чёрный Волк», 1944), наглый работник торговли Эшплатов (С. Николаев «Элнет серыште» / «На берегу Илети», 1944), бобыль Кузяк (Н. Айзман «Кай, кай Йыванлан» / «Выйди, выйди за Ивана», 1957) и др.
Немало сценических образов создано им в классических спектаклях: московский мещанин Бальзаминов (А. Островский «Бальзаминов ӱдырым налеш» / «Женитьба Бальзаминова», 1951), Бобчинский (Н. Гоголь «Ревизор», 1952), Митрич (Л. Толстой «Пычкемыш лоҥгаште» / «Власть тьмы», 1950). В спектакле «Йоҥылыш комедий» (У. Шекспир «Комедия ошибок», 1949) актёр сыграл роль слуг-близнецов Дромио Эфесского и Дромио Сиракузского, а роль хозяев-близнецов Антифолов Эфесского и Сиракузского исполнил актёр С. Кузьминых. Высоко оценила критика и их игру  в драме А. Островского «Титакдыме титакан-влак» («Без вины виноватые», 1948): С. Кузьминых — Незнамов, И. Россыгин — Шмага.
Роль подпольщика-коммуниста Проценко (А. Фадеев «Рвезе гвардий» / «Молодая гвардия», 1947) раскрыла глубокий драматический потенциал актёра.
Помимо дара импровизации И. Россыгин обладал умением укрупнять роль, жить с подтекстом, скупыми средствами передать мысли и чувства своего героя. Даже его эпизодические роли были запоминающимися и необезличенными.
Последней ролью актёра стала роль бухгалтера Йогора в комедии П. Эсенея «Арва шеҥгек йога» («Мякина летит в сторону», 1961), где он создал образ опустившегося, запутавшегося в махинациях, пьющего человека, обнажив при этом все слабости и противоречия его характера.

## Репертуар
Список основных ролей из репертуара И. И. Россыгина:
- 1938. С. Николаев. 18-ше ий / 18-й год. ― Ярмак Япык
- 1939. С. Николаев. Салика. ― Терей
- 1939. Н. И. Иванов. Ӱчӧ / Месть. ― Писарь
- 1940. С. Николаев. Вӱдшӧ йога / Воды текут. — Бурлак
- 1940. Н. Вирта. Мланде / Земля. — Матрос-анархист
- 1942. С. Николаев. Салика. ― Терей
- 1943. В. Гусев. Москвичка. – Почтальон
- 1944. И. Смирнов. Асан ден Кансыл / Асан и Кансыл. ― Эргывай
- 1944. Н. Арбан. Янлык Пасет / Чёрный Волк. ― Эпанаич
- 1945. С. Николаев. Элнет серыште / На берегу Илети. ― Парамон Ипатович Эшплатов
- 1946. Н. Арбан. Ӱдыр шӱм / Сердце девичье. ― Одоким
- 1947. А. Суров. Сталинград деч мӱндырнӧ / Далеко от Сталинграда. ― Данило
- 1947. А. Фадеев. Рвезе гвардий / Молодая гвардия. ― Иван Проценко
- 1947. Ф. Кравченко. Шокшо кеҥеж / Жаркое лето. ― Харитон Силыч
- 1948. Н. Арбан. Кеҥеж йӱд / Летняя ночь. — Евдоким
- 1948. А. Островский. Титакдыме титакан-влак / Без вины виноватые. — Шмага
- 1949. А. Волков. Шочмо ялыште / В родном селе. ― Лящков
- 1949. М. Шкетан. Мыскара пьеса-шамыч / Комедии. ― Каритон
- 1949. В. Шекспир. Йоҥылыш комедий / Комедия ошибок. ― Дромио
- 1950. Л. Левин. Слуга народа. ― …
- 1950. А. Волков. Илыш ӱжеш / Жизнь зовет. ― Семён
- 1950. И. Франко. Тумер лоҥгаште / В дубраве. ― Сторож
- 1950. Л. Толстой. Пычкемыш лоҥгаште» / Власть тьмы. — Митрич
- 1951. В. Шекспир. Ромео ден Джульетта / Ромео и Джульетта. ― Пётр
- 1951. С. Николаев. Мланде пеледеш / Земля цветёт. ― Ложкин Фёдор, счетовод
- 1951. А. Островский. Бальзаминов ӱдырым налеш / Женитьба Бальзаминова. ― Бальзаминов.
- 1952. Н. Гоголь. Ревизор. ― Петр Иванович Бобчинский
- 1952. Н. Арбан. Оляна. — Андрей
- 1952. С. Николаев. Ӱжара волгалтеш / Зарево. ― Шовакин Савелий Созонович
- 1952. А. Волков. Ксения. ― Семон
- 1953. О. Василев. Мландысе рай / Земной рай. ― Бойко
- 1953. Н. Арбан. У муро / Новая песня. ― Куганов Алексей Иванович
- 1954. С. Михалков. Рак-влак / Раки. ― Лопухов
- 1954. Ялмари Йыван. Поро эр / Доброе утро. ― Комаров
- 1954. С. Николаев. Салика. ― Терей
- 1954. Н. Ильяков. Чодраште / В лесу. ― Сергей Антоныч
- 1954. Н. Арбан. Янлык Пасет / Чёрный Волк. ― Каври
- 1955. С. Антонов. Тумер ялын мурыжо / Поддубенские частушки. ― председатель Боровой Василий Степанович
- 1955. А. Волков. Ӱдыр кумыл / Сердце девичье. ― Митяй Кугыза
- 1955. А .Островский. Кӱдырчан йӱр / Гроза. — Кулигин
- 1956. Н. Арбан. Эртыше ӱмыл / Тени прошлого. ― Темит
- 1956. Ялмарий Йыван. Пиалым арален моштыман / Счастье надо беречь. ― Матвеев Степан Петрович
- 1956. С. Николаев. Салика. ― Терей
- 1956. С. Чавайн. Мӱкш отар / Пасека. — Ӧрӧзӧй.
- 1956. С. Чавайн. Акпатыр. — Купец
- 1957. М. Кильчичаков. Маска вынем / Медвежий лог. ― Орамай-Ога
- 1957. Н. Арбан. Кеҥеж йӱд / Летняя ночь. — Одоким
- 1957. Н. Айзман. Кай, кай Йыванлан / Выйди, выйди за Ивана. ― Кузяк
- 1957. С. Чавайн. Марий рото / Марийская рота. — Сопром
- 1957. Н. Ильяков. Иосиф Макаров. ― Якорь
- 1958. И. Карпенко-Карый. Пиалдыме / Бесталанная. ― 1-ше тулартыше
- 1958. Н. Арбан. Тулар ден тулаче / Сват и сваха. ― Малашкин Юрий
- 1958. Б. Александров. Малиновкышто сӱан / Свадьба в Малиновке. ― Попандопуло
- 1959. М. Стадник. Шучко вашлиймаш / Опасная встреча. ― Панасюк А. С.
- 1960. С. Николаев. Кугу толкын / Большая волна. ― Чиманов Трофим Тимофеевич
- 1961. А. Корнейчук. Платон Кречет. ― Терентий Осипович Бублик
- 1961. П. Эсеней. Арва шеҥгек йога / Мякина летит в сторону. ― Йогор

## Признание
- Народный артист Марийской АССР (1951)[1][2][3][6]
- Заслуженный артист Марийской АССР (1943)[1][2][3]
- Почётная грамота Президиума Верховного Совета Марийской АССР (1945, 1951)[1][2]

## Память
- В память о нём установлены мемориальные доски в деревне Большая Гора и с 2008 года ― в селе Кукнур Сернурского района Марий Эл[1][2][4][7][8].
- В фондах ГТРК «Марий Эл» хранятся записи юмористических рассказов классика марийской драматургии М. Шкетана в исполнении актёра И. Россыгина[3][4][9].